# Joe Engle
Joe Engle (Chapman, Kansas, 1932. augusztus 26. – 2024. július 10.) amerikai űrhajós, a légierő ezredese. Teljes neve Joe Henry Engle.

## Életpálya
1955-ben a Bachelor of Science Egyetemen (Kansas) szerzett  repüléstechnikai mérnöki oklevelet. 1957-ben kapott repülő jogosítványt, Kaliforniában teljesített katonai szolgálatot. Tesztpilóta képzésén megtanulta a repülőbalesetek kivizsgálásának módszerét.
1963-tól 1965-ig az X–15 rakétahajtású kísérleti repülőgép tesztpilótájaként 16 repülésében vett rész. 1965-ben három alkalommal több mint 80 kilométeres magasságban repült, amiért megkapta az űrhajós jelvényt. Több mint 25 repülőgép 140 feladat-változatával repült, levegőben/világűrben töltött ideje 11 600 órát, több mint 9000 felszállás mellett teljesített. 19 kiválasztott társával 1966. április 4-től részesült űrhajóskiképzésben a Lyndon B. Johnson Űrközpontban. Két űrszolgálata alatt összesen 9 napot, 8 órát és 30 percet töltött a világűrben.
1977-ben a Space Shuttle (Enterprise űrrepülőgép) második és a negyedik berepülésének parancsnoka. Egy Boeing 747 hordozó emelte magasba, majd végre kellett hajtani a leszállási manővert. A leszállási művelet közben értékelte az űrrepülőgép kezelhetőséget, a leszállási jellemzőket, a stabilitást, egyéb információkat szolgáltatott.
Űrhajós pályafutását 1986. november 30-án fejezte be. 1986. december 1-jén előléptették tábornokká, és kinevezték a Kansas Air National Guard vezetőjévé. A repüléssel, űrrepüléssel kapcsolatos tanácsadó az US Space Command vállalatnál.

## Űrrepülések
- STS–2, a Floridából induló Columbia űrrepülőgép 2. repülésének parancsnoka. Egy energiatermelő berendezés meghibásodása miatt az öt naposra tervezett küldetés 2 napra rövidült. 29 repülési manőver hajtottak végre, 50 méter kinyúlással kipróbálták a manipulátor kart. Kaliforniában az Edwards légitámaszponton szállt le. Első űrszolgálata alatt összesen 2 napot, 6 órát és 13 percet töltött a világűrben.
- STS–51–I, a Floridából induló Discovery űrrepülőgép 6. repülése. A küldetés során útnak indítottak három műholdat (két kommunikációst és egy katonait), melyek később saját hajtóműveik segítségével geoszinkron pályára álltak. Űrbeli szereléssel megjavítottak egy, korábban indított, de hajtóműveinek hibája miatt megfelelő pályára nem állt kommunikációs műholdat. Kaliforniába az Edwards légitámaszponton szállt le. Második űrszolgálata alatt összesen 7 napot, 2 órát és 17 percet töltött a világűrben. 112 alkalommal kerülte meg a Földet.

### Tartalék személyzet
- Apollo–14 Hold-modul pilótája
- STS–1 a Columbia űrrepülőgép első repülésének parancsnoka